# Rancora albicinerea
Rancora albicinerea là một loài bướm đêm trong họ Noctuidae.